# Elev Kirke
Elev Kirke er en kirke beliggende i Elev (Aarhus Kommune) under Elev Sogn. Kirken har intet kirketårn, hvorfor klokken hænger i en åbning i den ene gavl.

## Eksterne kilder og henvisninger
- Elev Kirke Arkiveret 19. september 2015 hos  Wayback Machine hos KortTilKirken.dk
- Elev Kirke hos danmarkskirker.natmus.dk Danmarks Kirker, Nationalmuseet

- Wikimedia Commons har flere filer relateret til Elev Kirke